# نهر بارينغتون
نهر بارينغتون- نيوساوث ويلز

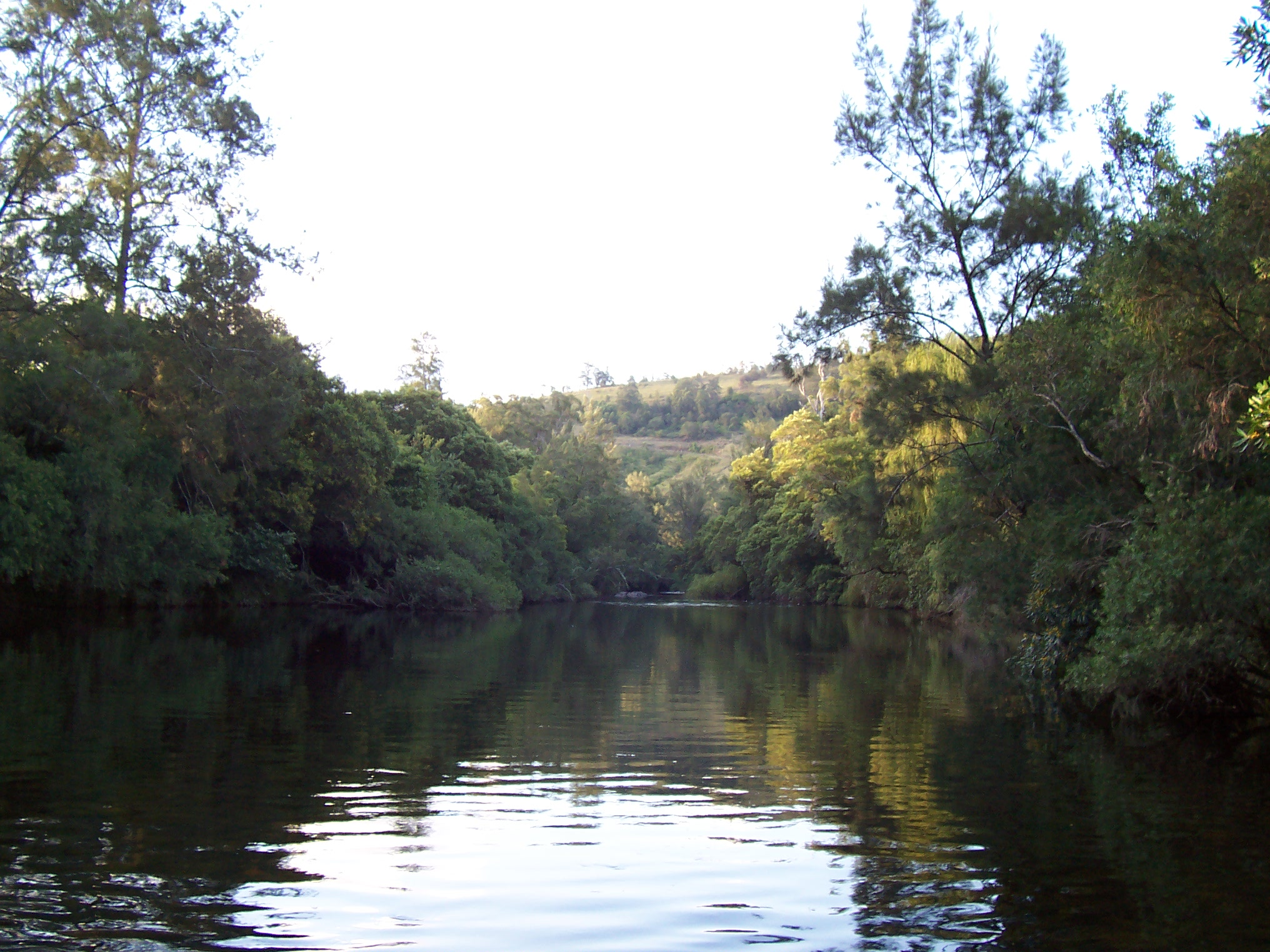
نهر بارينغتون

نهر بارينغتون بالإنجليزية (Barrington River):نهر بارينغتون ينبع من داخل حديقة بارينغتون الوطنية في نيوساوث ويلز، أستراليا، ما يقرب من 200 كم إلى الشمال من سيدني.